# 스모프치킨
스모프치킨(Smoper Chicken)은 대한민국의 치킨 체인점으로, 1989년에 창립하였다. 당시에는 스모프 양념통닭이라고 불리었다. 유명한 캐릭터인 스머프를 모티브로 하여, 스모프라는 브랜드를 만들었다. 마스코트의 피부 색깔이 파란색 대신 녹색인 점이 특징이다.

## 인터넷 문화
2011년에 디시인사이드의 갤로거들에 의해 텔레비전 광고를 패러디한 작품이 유행한 적이 있다.